# Glypta fumosa
Glypta fumosa är en stekelart som beskrevs av Dasch 1988. Glypta fumosa ingår i släktet Glypta och familjen brokparasitsteklar. Inga underarter finns listade i Catalogue of Life.